# Stora Björntjärnen (Järna socken, Dalarna)
Stora Björntjärnen är en sjö i Vansbro kommun i Dalarna och ingår i Dalälvens huvudavrinningsområde. Sjön har en area på 0,0927 kvadratkilometer och ligger 357,3 meter över havet.

## Delavrinningsområde
Stora Björntjärnen ingår i det delavrinningsområde (672264-141275) som SMHI kallar för Utloppet av Stora Säxen. Medelhöjden är 298 meter över havet och ytan är 27,15 kvadratkilometer. Det finns ett avrinningsområde uppströms, och räknas det in blir den ackumulerade arean 44,29 kvadratkilometer. Säxån som avvattnar avrinningsområdet har biflödesordning 4, vilket innebär att vattnet flödar genom totalt 4 vattendrag innan det når havet efter 330 kilometer. Avrinningsområdet består mestadels av skog (63 procent) och sankmarker (14 procent). Avrinningsområdet har 5,05 kvadratkilometer vattenytor vilket ger det en sjöprocent på 18,6 procent.